# André Alexandre Legrand
Pour les articles homonymes, voir Legrand.
André Alexandre Legrand est un homme politique français né le 23 octobre 1796 à Authevernes (Eure) et mort le 28 novembre 1862 à Guitry (Eure).

## Biographie
Propriétaire agriculteur, il est député de l'Eure de 1849 à 1851, siégeant à droite.

## Sources
- « André Alexandre Legrand », dans Adolphe Robert et Gaston Cougny, Dictionnaire des parlementaires français, Edgar Bourloton, 1889-1891 [détail de l’édition]